# Gond-Pontouvre
Gond-Pontouvre is een gemeente in het Franse departement Charente (regio Nouvelle-Aquitaine). De plaats maakt deel uit van het arrondissement Angoulême. De gemeente telde 5.884 inwoners op 1 januari 2022.
De gemeente ligt ten noorden van Angoulême en vormt een stedelijke agglomeratie met deze stad.

## Geschiedenis
In de middeleeuwen lagen in de gemeente verschillende dorpen: Gond, Roffit, Foulpougne, Chalonne, Pontouvre en Treuil. Dit waren landbouwdorpen. Op de Touvre waren er enkele watermolens. Aan het einde van de 18e eeuw begon een zekere verstedelijking en nijverheid in het zuiden van de huidige gemeente, aansluitend bij L’Houmeau, een wijk van Angoulême. Dit gebied nam de naam van deze wijk over.
Na de Franse Revolutie werd de huidige gemeente gevormd onder de naam L’Houmeau. Omdat dit voor verwarring zorgde met de wijk van Angoulême, werd in 1824 de naam L’Houmeau-Pontouvre aangenomen. In 1901 werd dit Gond-Pontouvre.

## Geografie
De oppervlakte van Gond-Pontouvre bedroeg op 1 januari 2022 7,45 vierkante kilometer; de bevolkingsdichtheid was toen 789,8 inwoners per km².
De gemeente wordt in het westen begrensd door de Charente en van oost naar west doorsneden door de Touvre, die uitmondt in de Charente.
De gemeente heeft niet een echt centrum, maar verschillende kernen: Gond, Treuil, Pontouvre, Roffit, Chalonne, Le Perchet, Foulpougne en Terrier. Verder zijn er verschillende bedrijventerreinen, waaronder Zone Industrielle n°3 dat op de grens met buurgemeente L’Isle d’Espagnac ligt.
De onderstaande kaart toont de ligging van Gond-Pontouvre met de belangrijkste infrastructuur en aangrenzende gemeenten.

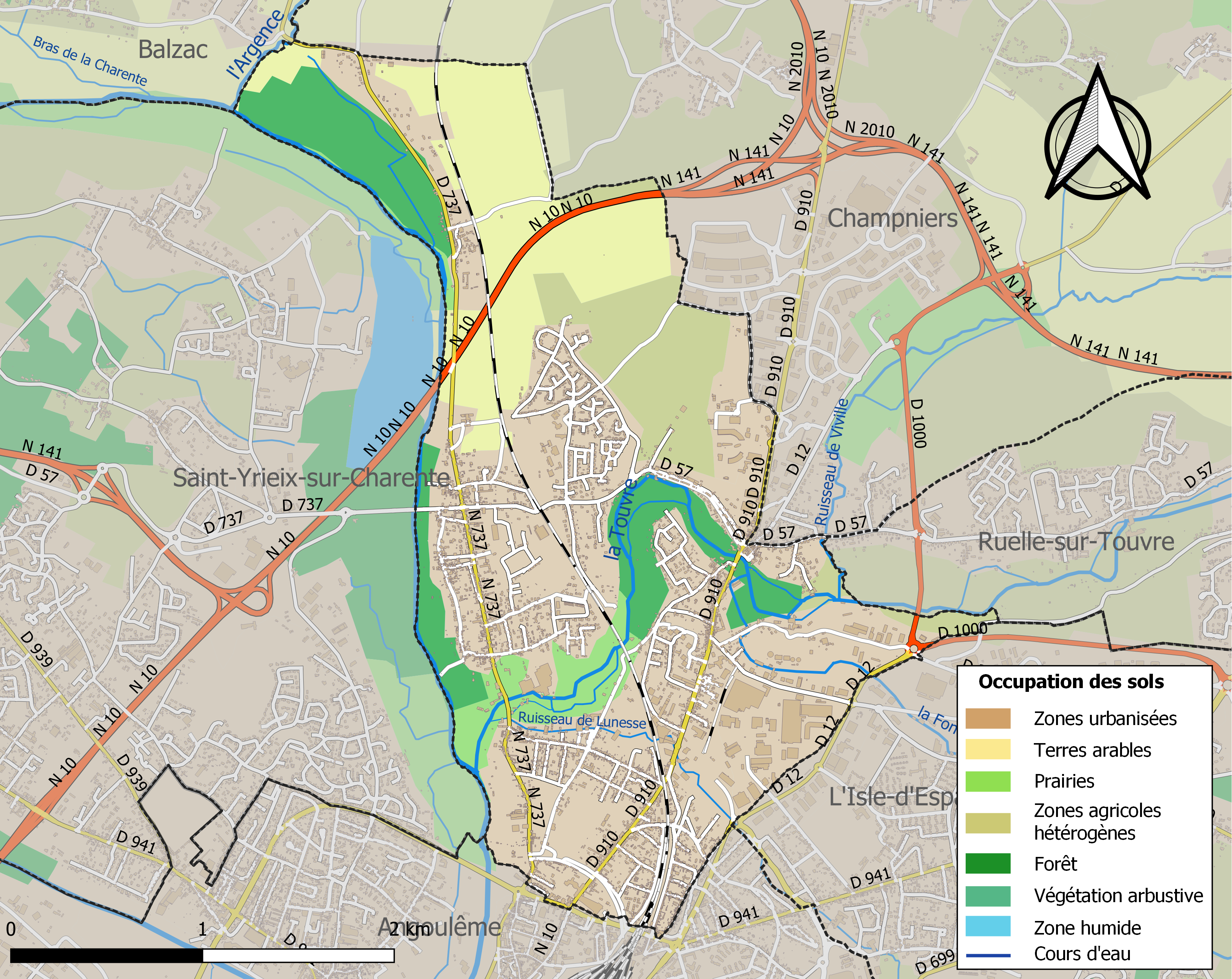

## Demografie
Onderstaande figuur toont het verloop van het inwonertal (bron: INSEE-tellingen).